# Clephydroneura pulla
Clephydroneura pulla là một loài ruồi trong họ Asilidae. Clephydroneura pulla được Oldroyd miêu tả năm 1938. Loài này phân bố ở miền Ấn Độ - Mã Lai.